# Emirato di Fujaira
L'emirato di Fujaira (in arabo إِمَـارَة ٱلْفُجَيْرَة‎?), scritto anche Fujairah, è uno dei sette emirati che compongono gli Emirati Arabi Uniti. In particolare è l'unico che si affaccia solamente sul golfo di Oman e quindi sull'Oceano Indiano, senza affacciarsi sul Golfo Persico.

## Elenco degli emiri
| Regno                    | Nome                          | Note |
| ------------------------ | ----------------------------- | ---- |
| 1876 - 1936              | Hamad bin Abd Allah Al Sharqi |      |
| 1936 - 1942              | Saif bin Hamad Al Sharqi      |      |
| 1942 - 18 settembre 1974 | Mohammed bin Hamad Al Sharqi  |      |
| dal 18 settembre 1974    | Hamad bin Mohammed Al Sharqi  |      |